# Лати
Лати (Деванагари:लाठी) е древно бойно изкуство в Индия. Освен това думата се използва и за оръжието, с което се практикува това бойно изкуство. Думата „лати“ в превод от хинди означава бастун, тръстикова пръчка. Оръжието представлява от 180 до 240-сантиметрова пръчка, която има железен тъп връх. Използва се като се завърта напред и назад като меч. Железният връх не е задължителна част от латито. Това е най-използваното оръжие от индийската полиция. Лати може да се смята за едно от най-старите оръжия на света. В миналото латито е използвано като духовно упражнение в йогата.

## История
Латито става известно сред селяните от Индия и особено в източна и южна Индия. Освен за битка латито е използвано и за да се контролират домашните животни. Известна хинди фраза е „Jiski lathi, uski bhains“, което в превод означава „този, който използва лати, ще пази бивола“.
Местните владетели на земи често са използвали армии, въоръжени с лати, за да приключат някакъв диспут или от мерки за сигурност. Подобни армии също са използвани и за наказване на провинилите се. Големината на армията е била показателна за силата на владетеля, който я е притежавал. В същото време лати се развива и като спорт. Състезания и шампионати, включващи дуели с лати, често са били провеждани в индийските селища.
Заминдарксата система е предложена от моголите и продължава по време на британското управление на Индия. Заминдарите представлявали хора, назначени да събират данъци от селяните и другите жители. Понякога те използвали армии, въоръжени с лати, за да съберат тези данъци насилствено от населението. Британците предлагат лати да се използва в индийската полиция. Това ражда лати атаката — военна атака или впускане, която използва лати, за да разпръсне тълпи. Дори и днес лати се използва от индийската полиция като палка или като второстепенно оръжие.